# Dark Night of the Soul
Dark Night of the Soul è un album scritto da Danger Mouse e Sparklehorse. La sua uscita è stata posticipata a causa di una controversia legale con il distributore dell'album EMI. È stato infine pubblicato nel luglio 2010, circa un anno dopo che era trapelato su internet e Danger Mouse aveva pubblicato un CD-R vuoto per aggirare la controversia.
L'album ha avuto un successo commerciale nel Regno Unito ed è stato ben accolto dalla critica musicale.

## Collaborazioni
Il titolo dell'album è stato ispirato da La noche oscura del alma, una poesia del poeta spagnolo del XVI secolo Giovanni della Croce.
Hanno collaborato al disco James Mercer di The Shins, Wayne Coyne dei The Flaming Lips, Gruff Rhys dei Super Furry Animals, Jason Lytle di Grandaddy, Julian Casablancas degli The Strokes, Black Francis dei Pixies, Iggy Pop, Nina Persson dei The Cardigans, Suzanne Vega, Vic Chesnutt, David Lynch e Scott Spillane dei Neutral Milk Hotel e The Gerbils; questi cantanti hanno anche contribuito alla composizione e alla produzione dell'opera.

## Libretto
Il disco è accompagnato da un libretto di circa 100 pagine, ricco di foto, curato da David Lynch.

## Tracce
Tutte le canzoni sono scritte e prodotte da Danger Mouse e Sparklehorse.
1. Revenge (in collaborazione con The Flaming Lips) – 4:52
2. Just War (in collaborazione con Gruff Rhys) – 3:44
3. Jaykub (in collaborazione con Jason Lytle) – 3:52
4. Little Girl (in collaborazione con Julian Casablancas) – 4:33
5. Angel's Harp (in collaborazione con Black Francis) – 2:57
6. Pain (in collaborazione con Iggy Pop) – 2:49
7. Star Eyes (I Can't Catch It) (in collaborazione con David Lynch) – 3:10
8. Everytime I'm with You (in collaborazione con Jason Lytle) – 3:09
9. Insane Lullaby (in collaborazione con James Mercer) – 3:12
10. Daddy's Gone (in collaborazione con Nina Persson) – 3:09
11. The Man Who Played God (in collaborazione con Suzanne Vega) – 3:09
12. Grim Augury (in collaborazione con Vic Chesnutt) – 2:32
13. Dark Night of the Soul (in collaborazione con David Lynch) – 4:38